# All those born with wings
All those born with wings is een studioalbum van Jan Garbarek. Het is het eerste album waarop naast Jan Garbarek niemand anders te horen is. Garbarek nam het album op in de Rainbow Studio in Oslo onder leiding van Jan Erik Kongshaug.

## Musici
- Jan Garbarek – alle muziekinstrumenten

## Muziek
Alles geschreven door Garbarek

| Nr. | Titel     | Duur  |
| --- | --------- | ----- |
| 1.  | 1st piece | 6:09  |
| 2.  | 2nd piece | 4:51  |
| 3.  | 3rd piece | 7:38  |
| 4.  | 4th piece | 6:34  |
| 5.  | 5th piece | 12:54 |
| 6.  | 6th piece | 5:09  |